# Dětřichov (Svitavyi járás)
Dětřichov település Csehországban, a Svitavyi járásban. Dětřichov Opatov, Svitavy, Opatovec, Anenská Studánka, Mladějov na Moravě, Kunčina és Koclířov településekkel határos. Lakosainak száma 385 fő (2024. január 1.).

## Népesség
A település lakosságának változását az alábbi diagram mutatja:
| Lakosok száma | 1453 | 1372 | 1104 | 380  | 299  | 311  | 331  | 324  | 358  | 385  |
|               | 1869 | 1890 | 1921 | 1950 | 1980 | 2001 | 2017 | 2019 | 2022 | 2024 |